# GeForce 256
GeForce 256（核心代號NV10）是由NVIDIA研發的第五代顯示核心。此核心常簡稱為GeForce，这亦是NVIDIA第一个以"GeForce"為名的顯示核心。NVIDIA於1999年8月發佈。GeForce 256與前代（RIVA TNT2）相比增加Pixel Shader流水線的數目，支援硬體T&L引擎，亦支援MPEG-2硬體影象加速。GeForce 256憑著它的功能和速度，在各路廠商的競爭中取得很好的銷量，令NVIDIA的电腦图形工業霸主地位更堅固。
NVIDIA的成功，使3dfx，Matrox和S3 Graphics都變成了犧牲品。就在GeForce 256發佈後的幾个月，競爭对手S3亦發佈Savage 2000 Diamond Viper II。此產品內建硬體T&L，價格比GeForce 256便宜。但是，驅动帶有缺陷，使T&L不能正常運作，而S3亦不打算对此修正。一年後，只剩ATi的Radeon顯示卡作为竞争对手孤軍作戰。
NVIDIA在產品宣傳中，稱GeForce 256為世界上第一个GPU，這是NVIDIA首創的詞匯，GPU即是Graphics Processing Unit的縮寫。
後期NVIDIA亦以GeForce 256為基礎，首次為專業工作站生產Quadro。Quadro拥有一些平民GeForce沒有的特別功能。由於採用相同顯示核心，很多人發現GeForce 256經過修改也能很好的处理工作站應用，價格亦比Quadro便宜。縱使GeForce 256是一張昂貴的遊戲卡，但比專業卡便宜得多，被譽為"平民專業卡"。

## 產品特色

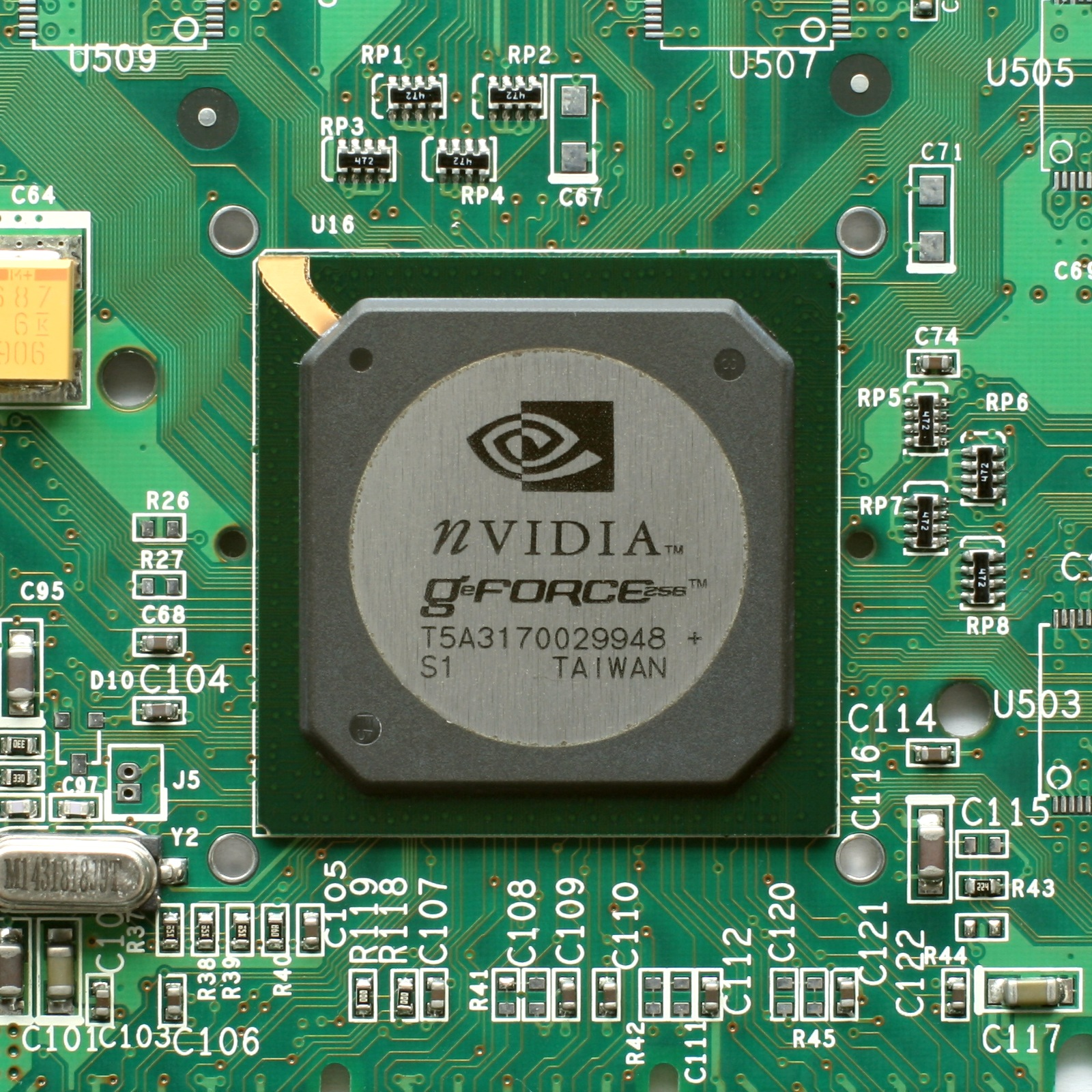
GeForce 256顯示核心

NVIDIA率先將硬體T&L整合到顯核中。T&L原先由CPU負責，或者由另一个獨立處理機處理（例如一些舊式工作站顯示卡）。較強勁的3dfx Voodoo2 和 Rendition Verite顯示核心已整合幾何（三角形）建構，但硬體T&L仍是一大進步，原因是顯示核心從CPU接管了大量工作。
它的渲染性能比當时的高端顯卡，例如RIVA TNT2，ATI Rage 128，3dfx Voodoo 3，和Matrox Millennium G400 MAX強得多了。但在1999年很少应用支援T&L，硬體T&L根本沒有價值。硬體T&L只是有益於一些立体第一人稱射擊遊戲，Quake III Arena 和 Unreal Tournament。3Dfx和其他競爭者認為一个快速CPU可以解決T&L的問題，而並不需要顯卡硬體支援。當时GeForce 256已經相當昂貴，而在一些非遊戲应用上，效能則相當差，真是名副其實遊戲玩家的顯卡。其後的GeForce 2充分顯示出硬體T&L的重要性。GeForce 2 MX 比GeForce256相約，而價錢則是後者的一半而已。
GeForce 256顯示核心採用0.22微米製程製造，是256-bit顯示架構，擁有4條像素流水線。每一條有4个像素單元，1个材質單元。三角形生成率是每秒1500萬個，像素生成率則是每秒4亿8000萬個。它擁有2300万个晶体管，數量已超过了PentiumIII，本应采用0.18微米製程去解決熱量問題，但為了加速上市，唯有採用舊的工藝。但憑著四條像素流水线，效能依然強勁。GeForce 256一般配置為32MBSDRAM（中高端）或DDR SDRAM（高端）。由於DDR頻寬是SDRAM的兩倍，所以能提供較佳效能，尤其在高解像度的情況下。某些廠商曾推出64MB版本，但非常罕見。
從"NV1x"架構可看出，GeForce 256的記憶體頻寬是相當不足的，尤其是SDR SDRAM版本。還有，它沒有記憶體頻寬節省技術（參考ATi的HyperZ）。GeForce 256的記憶體頻寬可謂史上最少，令它達不到应有的性能。縱使GeForce4 MX（NV17）仍是"NV1x"家族產品，但架構成熟。結果輕量級的GeForce4 MX 440徹底打敗GeForce2 Ultra。
GeForce 256和GeForce 2都很長壽和普及，原因是支援硬體T&L。在1999年和2000年，它的競爭者包括ATI Rage 128，Voodoo 3，Matrox G400和STM PowerVR3 Kyro。由於它們缺乏对T&L的支援，產品生命周期並不長。 未來發表的GeForce 2與GeForce 4 MX都是以GeForce 256為基礎的改進產品，支援DirectX 7，亦被2004年的主流遊戲支援。